# Гявур-Элли
Гявур-Элли (араб. غندورة‎, тур. Gavur Elli) , также известен как Гандура — небольшой город на севере Сирии, расположенный на территории мухафазы Халеб. Входит в состав района Джераблус. Является административным центром нахии Гандура.

## Географическое положение
Город находится в северной части мухафазы, на левом берегу реки Саджур, на высоте 508 метров над уровнем моря.

Гявур-Элли расположен на расстоянии приблизительно 65 километров к северо-востоку от Алеппо, административного центра провинции и на расстоянии 368 километров к северо-северо-востоку (NNE) от Дамаска, столицы страны.

## Население
По данным официальной переписи 2004 года численность населения города составляла 1658 человек (824 мужчины и 834 женщины).

## Транспорт
Ближайший гражданский аэропорт расположен в турецком городе Газиантеп.